# 茲瓦尼夫卡
48°48′42″N 38°05′08″E / 48.81167°N 38.08556°E
茲瓦尼夫卡（羅馬化：Zvanivka）是位於乌克兰東部的村莊，由顿涅茨克州巴赫穆特区的兹瓦尼夫卡市镇負責管轄，並是該市鎮的行政中心。該村2017年人口為1345人。

## 歷史
在俄乌战争的錫韋爾斯克戰役中，該村因處於錫韋爾斯克以南，有利包圍該市，所以也一同遭受了攻擊。可是由於俄軍戰敗，該村未受俄方佔領，並截至2023年4月初仍受烏軍控制。

## 人口統計
根據 2001年烏克蘭人口普查，村民人口為1983人，他們的母語分配如下：
- 乌克兰语：44.6%
- 俄语：54.6%
- 其他：0.8%